# Rudolf Christian Böttger
Rudolf Christian Böttger   (Aschersleben, 28 d'abril de 1806 - Frankfurt del Main, 29 d'abril de 1881) va ser un químic inorgànic alemany. Va dur a terme la major part de la seva recerca a la Universitat de Frankfurt am Main. Se li atribueix el descobriment de la nitrocel·lulosa l'any 1846, independentment de Christian Friedrich Schönbein, i la síntesi del primer compost d'organocoure, l'acetilur de coure(I) Cu₂C₂ el 1859.

## Vida i obra
Böttger va néixer a Aschersleben (Alemanya), l'any 1806. Després d'assistir a l'escola primària allà, es va incorporar a l'escola de la Franksche Stiftung a Halle an der Saale a l'edat d'onze anys. El 1824, Böttger va començar a estudiar teologia, però paral·lelament també va assistir a les conferències de ciència a la Universitat de Halle. Les conferències de Johann Salomo Christoph Schweigger van tenir una forta influència sobre ell.
Böttger va deixar la universitat el 1828 i va treballar com a clergue i professor a diferents llocs. El contacte amb Schweigger mai es va esvair i el 1831 Böttger va decidir abandonar la carrera de teologia. Se li va oferir una feina a l'associació voluntària de química a Frankfurt el 1835. El seu primer treball important a Frankfurt va ser la millora del mètode de galvanotípia per a la producció de planxes d'impressió, va crear la primera solució pràctica de galvanoplàstia de níquel (1840).
Böttger va rebre el seu doctorat a la Universitat de Jena el 1837 i va ser nomenat professor titular a Frankfurt el 1842. Böttger es va casar amb Christiane Harpke el 1841 i van tenir vuit fills. Va ser el pare del zoòleg Oskar Boettger.
Ell i Christian Friedrich Schönbein, un químic alemany-suís, van descobrir la nitrocel·lulosa de manera independent el 1846. Tots dos científics van col·laborar per guanyar diners amb l'invent, però no van tenir èxit. El desenvolupament del misto de seguretat el 1848 i la síntesi del primer compost d'organocoure, l'explosiu acetilur de coure(I) Cu₂C₂ el 1859 van ser exemples per a la seva investigació química.
Böttger es va quedar a la Universitat de Frankfurt am Main durant la resta de la seva vida, tot i que se li van oferir llocs en altres universitats. Va morir d'una malaltia hepàtica el 1881.

## Invents
Böttger es va dedicar especialment a la química aplicada i va estar al capdavant o implicat en diversos invents i innovacions:
- 1837 - Un misto d'encesa segura i menys explosiva (misto de seguretat).
- 1838 - Un procés químic per l'afaitat, bronzejat, cirurgia i cosmètica utilitzant sulfur d'hidrogen de calci.
- 1841- Va desenvolupar encara més el mètode de galvanoplàstia inventat per H. Jacobi (1837) per tal de produir objectes més grans, com monuments.
- 1842 - Un procés electroquímic per al niquelat.
- 1842 - Juntament amb l'artista alemany August Bromeis va desenvolupar un nou mètode d'impressió de vidre, la hialografia.
- 1843 - Millora de mistos de seguretat.
- 1846 - Va descobrir el cotó de pistola (nitrat de cel·lulosa) i el col·lodió.
- 1848 - Va millorar els mistos de seguretat. Tanmateix, la seva barreja s'encenia pitjor que la de la competència i inicialment no va ser un èxit. No va ser fins al voltant de 1860, quan els problemes d'encesa es van poder compensar amb additius, que els grans fabricants van reprendre la idea.[4]
- 1852 - Un procés galvànic per al platí i plata en vidre (1852)
- 1872-1874 - Un procés per al niquelat i cobriment amb acer de metalls fàcilment oxidables.

Böttger va renunciar en gran manera a les patents i va publicar lliurement els seus resultats de recerca.

## Premis i honors
- Bust de bronze davant de l'Institut de Física de Frankfurt del Main.
- El 15 de desembre de 1841, Böttger va rebre la medalla danesa al mèrit Ingenio et arti, recentment donada pel rei, del rei Cristià VIII de Dinamarca pel seu treball sobre la galvanoplàstia.[5]
- Böttger va ser nomenat professor el 1842 pel Senat de la Ciutat Lliure de Frankfurt del Main.
- Les figures del memorial de Gutenberg a Roßmarkt, una gran plaça del centre de la ciutat, van rebre un tractament de galvanoplàstia per ell entre 1854 i 1858.
- La tomba de Böttger es troba al cementiri principal de Frankfurt, Won J 751a.

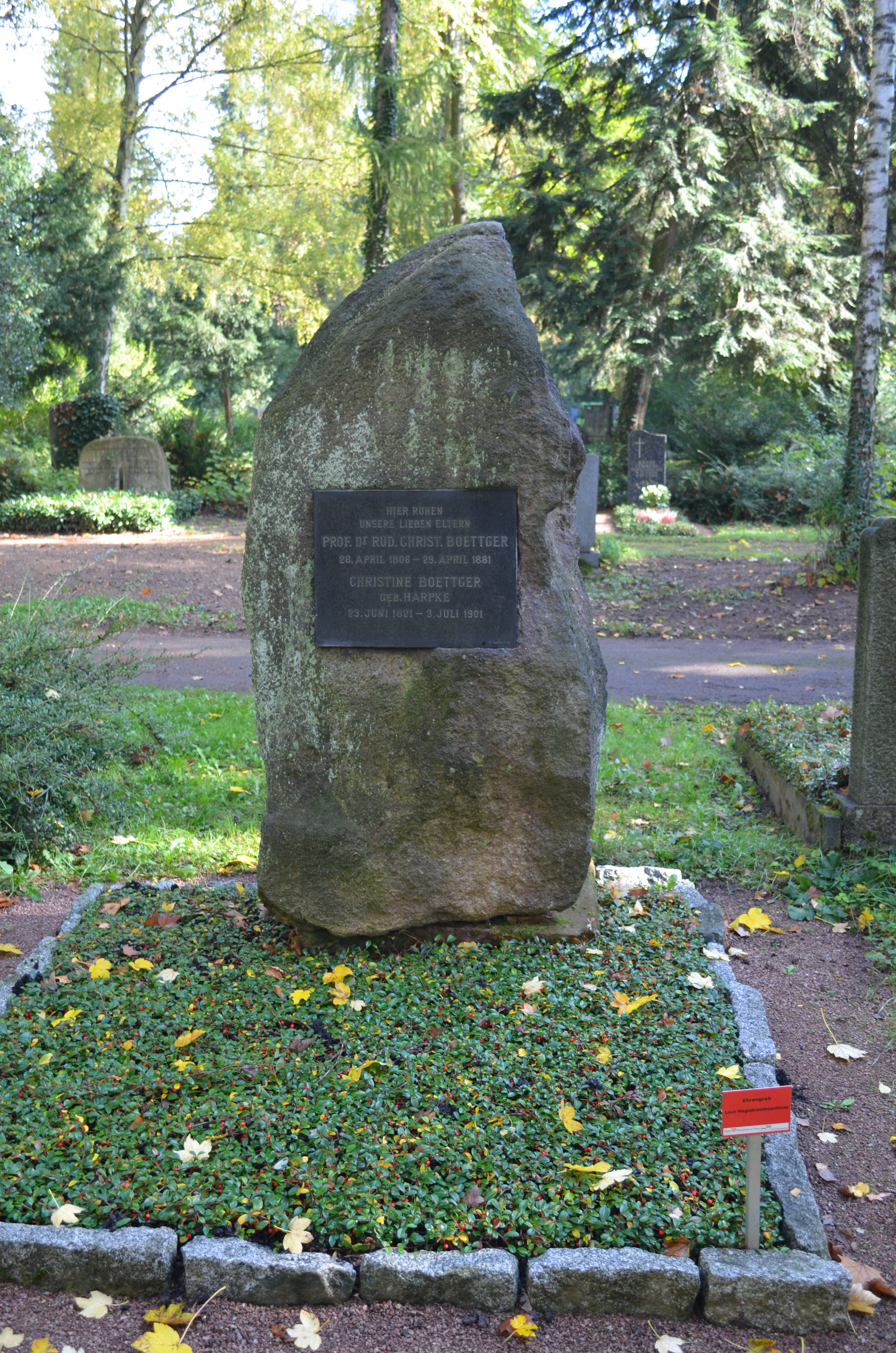
Tomba de Rudolf C. Böttger
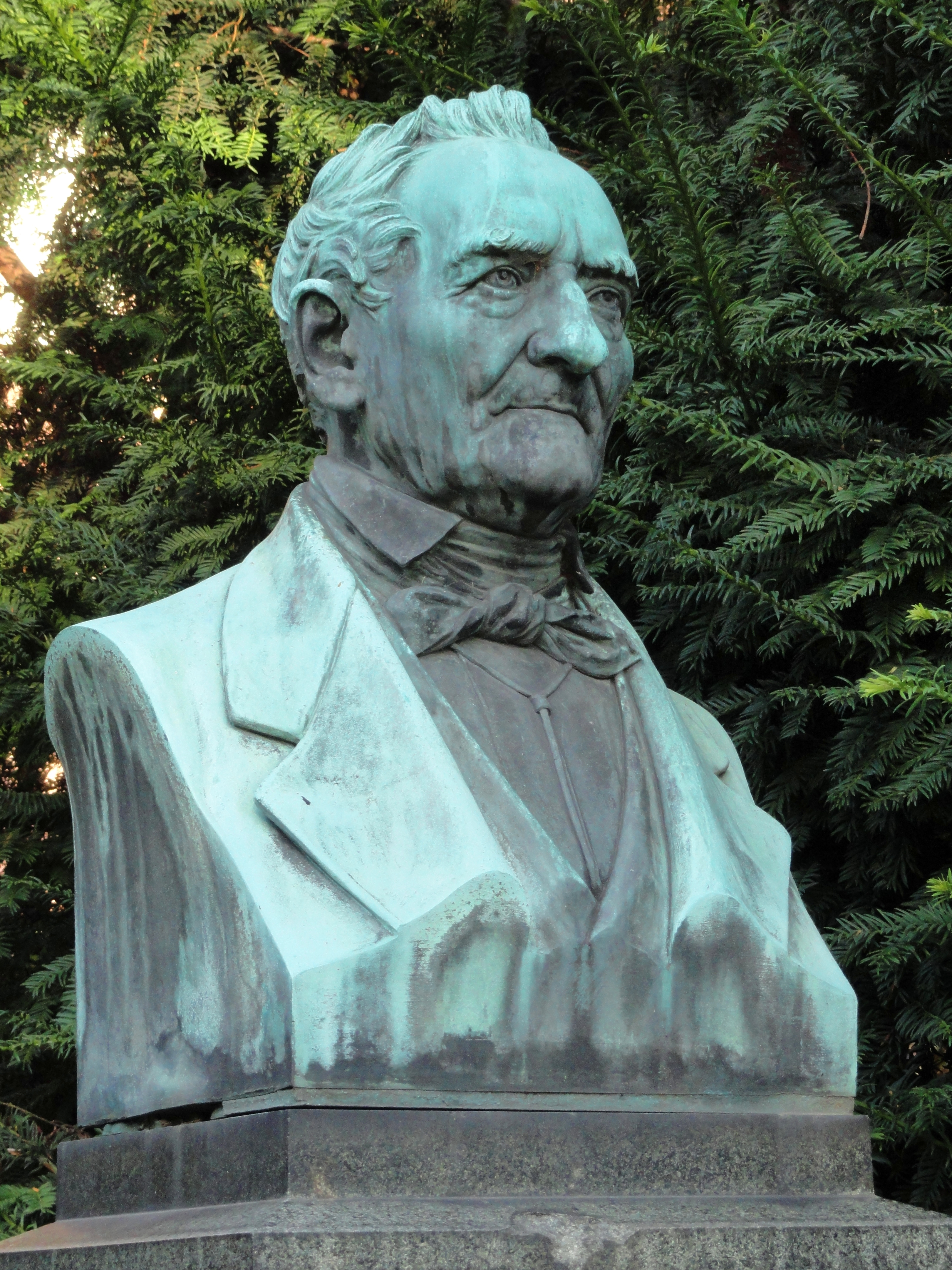
Bust de bronze davant de l'Institut de Física de Frankfurt del Main

- Böttgerstrasse al districte de Nordend va rebre el seu nom.
- Un relleu a la façana sud de l'Ajuntament Nou de Limpurgergasse el mostra com un tècnic important.
- Böttger va rebre l'Ordre de la Corona de Ferro classe III per l'emperador austríac el 1853. Això estava associat amb el dret a sol·licitar l'elevació a la categoria de cavaller hereditari, que Böttger va renunciar. El 1853 va presentar una col·lecció de cristalls que ell mateix havia fet al Gabinet de Minerals de la Cort de Viena com a mostra d'agraïment.
- Va rebre l'Ordre Vasa del rei suec Oskar.
- El 1880 va ser elegit membre de la Leopoldina.
- L'escultor Friedrich Schierholz va crear un bust commemoratiu el 1882. Avui es troba davant de l'edifici de l'associació de física a les instal·lacions de Senckenberg.
- Un retrat a l'oli de Böttger de Philipp Heyl és propietat de la Fundació Dr. Senckenberg.
- L'asteroide (251595) Rudolfböttger va ser nomenat en el seu honor el 18 de febrer de 2011.[6]
- El 2004, la seva ciutat natal d'Aschersleben va ser el primer municipi de Saxònia-Anhalt a crear una fundació educativa: la Fundació Rudolf Christian Boettger.